# Peter van de Kamp
Piet van de Kamp, conosciuto come Peter van de Kamp negli Stati Uniti (Kampen, 26 dicembre 1901 – Amsterdam, 18 maggio 1995), è stato un astronomo olandese vissuto per la maggior parte della sua vita negli Stati Uniti.
Ha insegnato astronomia presso lo Swarthmore College ed è stato direttore dell'osservatorio Sproul dal 1937 al 1972. Specializzatosi in astrometria, egli ha studiato le parallasse e i moti propri delle stelle. Negli anni sessanta ha raggiunto una certa fama annunciando l'esistenza di un sistema planetario attorno alla Stella di Barnard. Tale scoperta, che ha difeso nel corso di tutta la sua restante carriera, si è rivelata infine non corretta.

## Biografia
Van de Kamp studiò presso l'Università di Utrecht (Paesi Bassi) e cominciò la sua carriera professionale al Kapteyn Astronomical Institute dove lavorò con Pieter Johannes van Rhijn. Nel 1923 si trasferì all'osservatorio McCormick presso l'Università della Virginia, ottenendo il permesso di soggiorno per un anno sostenuto dal Draper Fund della National Academy of Sciences. Lì collaborò con Samuel Alfred Mitchell nel suo programma di misurazione della parallasse stellare e con Harold Alden in un altro progetto.
L'anno successivo van de Kamp trovò impiego presso l'Osservatorio Lick in California. Presso l'Università della California conseguì il dottorato di ricerca in astronomia nel mese di giugno del 1925. L'anno seguente conseguì un secondo dottorato presso l'Università di Groningen. Il 1º ottobre 1925 Van de Kamp tornò a McCormick dove sostituì Harold Alden, il quale nel frattempo fu assunto presso l'osservatorio Yale retto dall'omonima università. Il suo lavoro consistette nel collaborare al programma di parallasse e continuare il lavoro che lui e Alden avevano cominciato.

## La vicenda della Stella di Barnard
Nel 1916 Edward Emerson Barnard aveva scoperto una stella (che oggi porta il suo nome) nella costellazione dell'Ofiuco caratterizzata dal maggiore moto proprio conosciuto per un oggetto stellare che non fosse il Sole. Nei decenni seguenti, la Stella di Barnard fu oggetto di prolungate indagini astrometriche. Peter van de Kamp fu uno degli astronomi più attivi in tale campo, con osservazioni iniziate nel 1938, assieme ai suoi colleghi dell'osservatorio Sproul dello Swarthmore College, e proseguite nel corso di tutta la sua carriera. Van de Kamp e i suoi colleghi orientarono presto la loro ricerca alla rilevazione delle minuscole perturbazioni nel moto proprio della stella (dell'ordine di 1 μm) che avrebbero attestato la presenza di un pianeta in orbita attorno a essa. La procedura adottata consisteva nel mostrare le lastre fotografiche acquisite presso l'osservatorio Sproul a una media di dieci persone ciascuna, in modo da evitare errori individuali. In tal modo, nel 1963 l'astronomo suggerì che attorno alla stella ci fosse un gigante gassoso della massa di 1,6 MJ, a una distanza di 4,4 au e in un'orbita lievemente eccentrica. Van de Kamp confermò questo risultato in un articolo del 1969. Pochi mesi dopo l'astronomo pubblicò una seconda analisi dei dati in suo possesso e avanzò l'ipotesi che in orbita attorno alla Stella di Barnard ci fossero invece due pianeti aventi massa 1,1 e 0,8 MJ. 
Nonostante tali discrepanze, van de Kamp ricevette ampio credito nella comunità astronomica almeno per un decennio, dal 1963 al 1973, quando altri astronomi, ripetendo le sue misurazioni, misero in dubbio l'esistenza dei pianeti rilevati dallo studioso. George Gatewood e Heinrich Eichhorn, che lavoravano presso sedi differenti, utilizzarono due diverse tecniche di misurazione su 241 lastre fotografiche acquisite presso gli osservatori Allegheny e Van Vleck e smentirono la presenza delle perturbazioni osservate da Van de Kamp. Entrambi gli astronomi avevano intrapreso lo studio convinti di mostrare la superiorità delle proprie tecniche nel confermare la scoperta di van de Kamp e furono piuttosto delusi del risultato, come scrissero nelle conclusioni del loro articolo. A ogni modo, a complicare la situazione contribuì anche una certa acredine che pre-esisteva tra van de Kamp ed Eichhorn. Un secondo articolo, pubblicato da John L. Hershey quattro mesi dopo il lavoro di Gatewood ed Eichhorn, mise in relazione il cambiamento nella posizione delle stelle nelle lastre fotografiche utilizzate da van de Kamp con le modifiche e le rettifiche che avevano interessato le lenti del telescopio rifrattore dell'osservatorio Sproul nel 1949 e 1957; la "scoperta" dei pianeti non era quindi altro che un falso positivo dovuta a lavori di manutenzione e miglioramento del telescopio.
Van de Kamp non riconobbe mai di avere commesso errori e continuò a credere alla bontà della propria scoperta, che ribadì in articoli successivi, l'ultimo dei quali del 1982 e in un'intervista del 1985. Era sua opinione, infatti, che l'elevata mole di dati da lui considerata, i vari decenni di osservazione e le tecniche adottate per evitare errori fossero sufficienti a garantire la correttezza della scoperta. In conseguenza di queste prese di posizione molto nette, guastò i suoi rapporti con diversi colleghi, tra i quali Wulff-Dieter Heintz, che gli succedette alla direzione dell'osservatorio Sproul e che, esperto di stelle binarie, mise in dubbio i suoi risultati e dal 1976 pubblicò critiche aperte al suo lavoro.
Va inoltre osservato che gli errori sistematici introdotti nella lastre fotografiche dell'osservatorio Sproul condussero van de Kamp e i suoi colleghi ad annunciare la scoperta di pianeti attorno ad altre stelle situate nelle vicinanze del sistema solare, quali Lalande 21185, 61 Cygni e altre. Scoperte che furono tutte successivamente confutate. Van de Kamp in tutta la sua carriera ha nutrito la convinzione che i sistemi planetari dovessero essere comuni. Sebbene quindi le sue scoperte si siano rivelate errate, la sua idea si è rivelata gradualmente corretta con la scoperta dei pianeti extrasolari. L'annuncio della scoperta di 51 Pegasi b, il primo esopianeta individuato con certezza, fu dato nell'ottobre del 1995, cinque mesi dopo la morte di van de Kamp. Nel 2017 e 2018 due pianeti poco più grandi della Terra sono stati effettivamente scoperti intorno alle stelle Lalande 21185 e alla Stella di Barnard, ma non sarebbero stati rilevabili con le tecniche del XX secolo. Anche le osservazioni del satellite Gaia hanno suggerito l'esistenza di un pianeta nel sistema binario di stelle di 61 Cyg.

## La passione per la musica
Van de Kamp fu anche un talentuoso suonatore di pianoforte, viola e violino nella sua giovinezza; rinunciò tuttavia a perseguire una carriera musicale ritenendo che sarebbe stato più arduo raggiungere il successo in tale contesto che raggiungerlo nel campo dell'astronomia. Ciononostante, van de Kamp continuò a coltivare la sua passione per la musica anche da adulto. A Charlottesville, in Virginia, contribuì alla formazione di un'orchestra, che condusse. Compose musica per orchestra e per pianoforte e dal 1944 al 1954 diresse l'orchestra sinfonica dello Swarthmore College.

## Gli ultimi anni
Nel 1972 egli si ritirò da Swarthmore e fece ritorno nei Paesi Bassi, dove divenne professore all'Università di Amsterdam. Nel 1984 van de Kamp pubblicò il suo ultimo libro, Dark Companions of Stars, contenente fra l'altro i risultati raggiunti nella ricerca di pianeti extrasolari. Il libro si apriva con l'illustrazione di un'incisione dal Vangelo di Rembrandt e la citazione di Giovanni Evangelista: «Beati quelli che non hanno visto, eppure hanno creduto». Morì nella periferia di Amsterdam il 18 maggio 1995, all'età di 93 anni.

## Riconoscimenti
Nel 1965 ha ricevuto la Medaglia Rittenhouse. Nel 1982 gli è stato assegnato il Premio Janssen. Gli è dedicato l'asteroide 1965 van de Kamp.